# Mohammed VIII al-Mutamassik
Abû `Abd Allâh al-Mutamassik Mohammed VIII ben Yûsuf surnommé Al-Mutamassik (Le dévoué) est le quatorzième émir nasride de Grenade. Il est né en 1411. Il est le fils de Yûsuf III et il lui succède en 1417. Mohammed IX al-'Aysar lui succède en 1419. Il reprend le pouvoir à Mohammed IX al-'Aysar en 1427. Il le perd à nouveau au profit de Mohammed al-'Aysar en 1429. Il meurt exécuté en 1431.

## Biographie

### Premier règne
La situation intérieure de l'émirat de devient précaire à partir du 9 novembre 1417, date du décès de Abû al-Hajjâj Yusuf lII lorsque lui son fils aîné Mohammed al-Mutamassik âgé de huit ans lui succède. Les chroniques castillanes affirment que la réalité du pouvoir appartient au vizir du roi défunt et régent `Alî al-Amîn du clan des Bannigas (Banu Egas ou Venegas). Une famille arabe, les Banû Sarraj,serradj, que la légende allait être célèbre sous le nom d'Abencérages, a commencé à jouer un rôle primordial dans la vie politique du royaume nasride. 

### Interrègne
La guerre civile commence en 1419. Elle va désagréger et ruiner l'émirat nasride de Grenade. Une série de conspirations, d'intrigues et de meurtres affaiblissent le pouvoir. Le clan des Abencérages doit faire face à la double menace représentée par les chrétiens, d'une part, et par le clan des Bannigas, d'autre part. Les Abencérages qui exerçaient le commandement militaire à Guadix et Illora se soulèvent contre l'autorité du vizir `Alî al-Amîn et imposent comme candidat pour le trône de Grenade un petit-fils de Mohammed V al-Ghanî, Mohammed IX al-'Aysar. Ce dernier se maintient sur le trône pendant huit ans.
Mohammed al-'Aysar, met le gouvernement aux mains de Yûsuf ibn as-Sarraj. La préférence qu'il donne à cette famille et le mépris avec lequel elle traite parfois le reste de la noblesse grenadine, contribue à l'augmentation du nombre de ses adversaires. Face à Mohammed al-'Aysar, il y a les légitimistes qui pensent que le royaume doit revenir au jeune émir destitué. Ce groupe d'opposants forme un parti puissant dirigé par Ridwan Bannigas. Enfin le mécontentement dû aux pénuries et à la lourdeur des impôts destinés à payer le tribut à la Castille va croissant dans la population.
En janvier 1427, tous ces mécontents sortent Mohammed al-Mutamassik de prison, il a alors plus de 21 ans. Dès qu'il a su que les gens de la médina se révoltaient, Mohammed al-'Aysar s'est enfui et a trouvé refuge chez le sultan hafside Abû Fâris `Abd al-`Azîz al-Mutawakkil en Tunisie.

### Second règne
Mohammed al-Mutamassik, fortement soutenu par ses partisans retrouve son trône mais pour peu de temps. 
Mohammed al-Mutamassik confie le gouvernement à celui qui lui a permis de retrouver le trône Ridwân Bannigas. Ridwân commence par écarter discrètement tous les opposants éventuels ainsi que les fonctionnaires mis en place par son prédécesseur. Il remplace les commandants des forteresses frontalières par des hommes sûrs. Mohammed al-Mutamassik négocie à son tour une trêve d'un an avec la Castille, mais cala n'a pas empêché de nombreux incidents de frontière.
En automne 1428 avant que la trêve négociée en 1427 ne se termine, Mohammed al-Mutamassik envoie une ambassade auprès de Jean II pour négocier une trêve de plusieurs années.
Jean II commence à cultiver l'idée d'attaquer le royaume de grenade. Il fait attendre les ambassadeurs. Finalement il fait mine d'accepter la trêve mais y met des conditions inacceptables. En fait Jean II ne cherche qu'à gagner du temps pour se préparer à la guerre. Pendant ce temps à Grenade, les événements se précipitent.
Depuis son exil en Tunisie, Mohammed al-'Aysar obtient du sultan Abû Fâris `Abd al-`Azîz al-Mutawakkil une aide en hommes en armes et en ressources. Ses partisans Abencérages sont majoritairement restés à Grenade et sont informés de l'aide apportée par Abû Fâris. Ils suggèrent de demander l'aide de Jean II. Cette conspiration est découverte. Ridwân Bannigas fait emprisonner les conspirateurs les plus en vue, mais les Abencérages, prévenus de ces arrestations, se mettent en lieu sûr en dehors de la ville. Yûsuf ibn al-Sarraj passe en Castille pour demander l'aide de Jean II. Jean II le reçoit et accède à ses demandes. Il envoie un ambassadeur auprès d'Abû Fâris. Peu de temps après cet ambassadeur revient accompagné de Mohammed al-'Aysar et de cinq cents hommes.
La nouvelle du débarquement de Mohammed al-'Aysar à Vera se répand rapidement dans tout le royaume de Grenade. Les habitants d'Almérie prennent le parti de Mohammed al-'Aysar. Mohammed al-Mutamassik se prépare à résister. Les deux armées se rencontrent aux environs de Guadix. Mais l'armée de Mohammed al-Mutamassik part en débandade quand elle voit l'armée qui lui fait face, et se réfugie à Grenade. Mohammed al-'Aysar se dirige vers la capitale, la médina et l'Albaicin lui sont livrés, il commence aussitôt le siège de la forteresse. Pendant ce temps, Malaga, Ronda, Gibraltar et presque toutes les villes de l'émirat sont prises par Mohammed al-'Aysar. À la fin de l'année 1429, Mohammed al-Mutamassik capitule et fait appel à la clémence du vainqueur. Mohammed al-Mutamassik est emprisonné dans la forteresse de Salobreña.

### Mort de Mohammed al-Mutamassik
Mohammed al-'Aysar craint une nouvelle conspiration qui pourrait remettre Mohammed al-Mutamassik sur le trône. Plus généralement il craint les revendications légitimistes.
Les Abencérages reviennent au pouvoir et entreprennent une violente répression contre ses adversaires et spécialement contre la famille Bannigas. Les Bannigas doivent s'enfuir ou se cacher en attendant l'occasion propice pour une nouvelle rébellion.
Fin mars 1431, Mohammed al-'Aysar prend la malheureuse décision de faire exécuter son rival, ainsi que son frère pensant ainsi enlever tout motif de rébellion aux légitimistes.

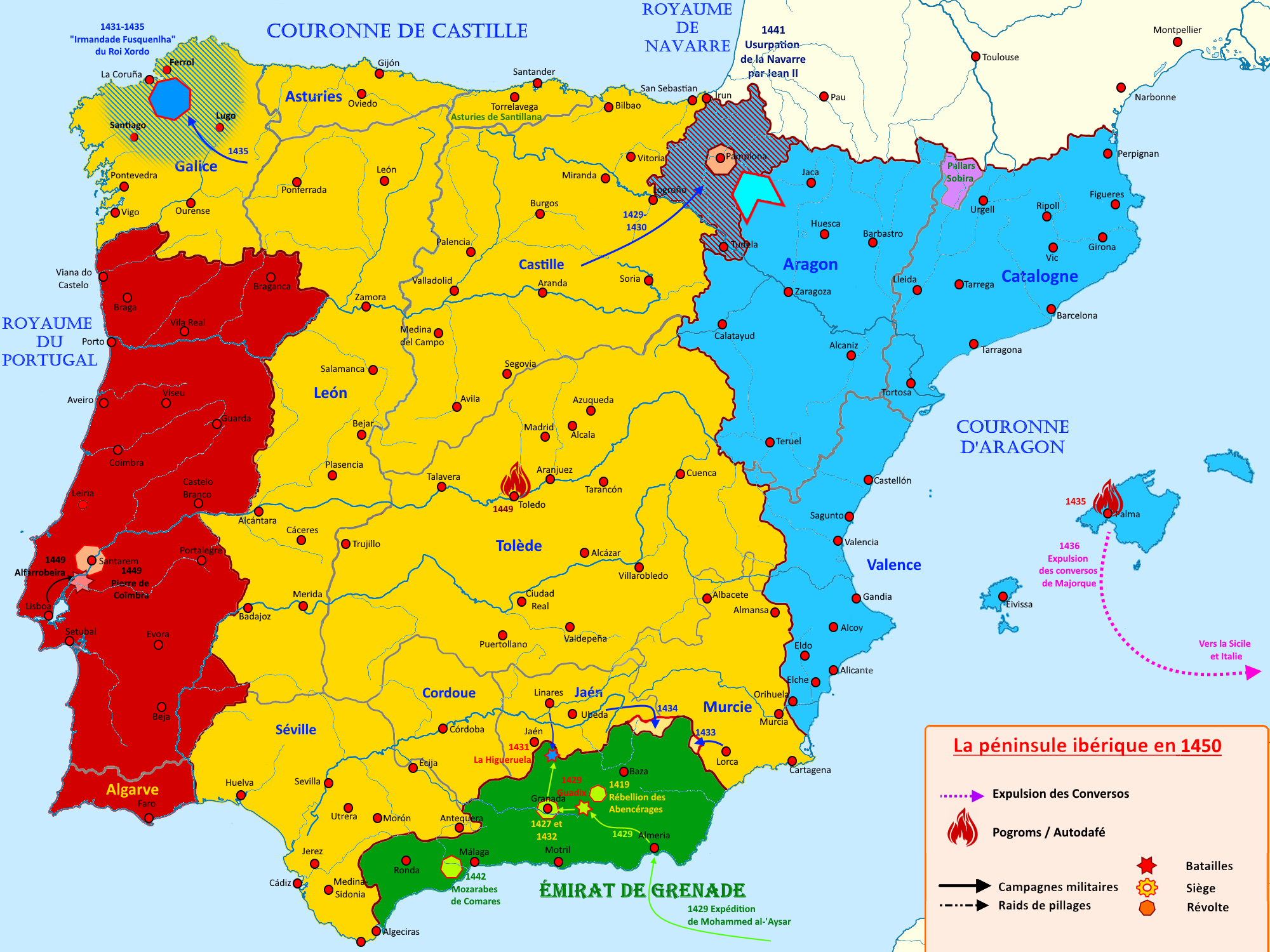
L'émirat de Grenade en 1450